# 720. pehotni polk (Wehrmacht)
Za druge 720. polke glejte 720. polk.
720. pehotni polk (izvirno nemško Infanterie-Regiment 720; tudi 720. pehotni (poljskovadbeni) polk, Infanterie- (Feldausbildungs-) Regiment 720) je bil eden izmed pehotnih polkov v sestavi redne nemške kopenske vojske med drugo svetovno vojno.

## Zgodovina
Polk je bil ustanovljen 8. septembra 1942 iz enot RADa za potrebe Armadne skupine Sredina; polk je bil dodeljen 381. pehotni diviziji.
15. oktobra 1942 je bil polk preimenovan v 720. grenadirski polk.